# جورجي ايفانوف (لاعب كرة قدم بلغاري)
جورجي ايفانوف (13 مارس 1980 في بلغاريا - ) هو لاعب كرة قدم بلغاري في مركز الدفاع. لعب مع بوتيف فراتسا ونادي بوتيف بلوفديف وFC Oborishte Panagyurishte ‏ وFC Montana ‏ وPFC Vidima-Rakovski Sevlievo ‏ ونادي ماريتسا بلوفديف وFC Belite Orli Pleven ‏ وFC Svilengrad ‏.

## وصلات خارجية
- جورجي ايفانوف على موقع قاعدة بيانات كرة القدم.إي يو (الإنجليزية)
- جورجي ايفانوف على موقع Soccerway.com (الإنجليزية)